# Sprogø
Sprogø är en liten ö som ligger mitt i Stora Bält. Den används som förbindelsepunkt till Stora Bältbron som går mellan Fyn och Själland. Ön var bebodd till år 2003 men är idag obebodd, förutom att den används av företaget som sköter bron.

## Förhistoria
Ön har under 15000 år formats av is, hav och människan. Exempelvis har backarna på ön, exempelvis fyrtornsbacken, formats av is som sträckt sig från Langeland till Halsskov. Under flera årtusenden därefter utgjorde Sprogø bara en höjd i ett stort fastland, men placerades i mitten av Stora bält då havet ungefär 6500 f.Kr. reste sig över landet. Under årtusenden har ön varit en mellanstation för seglatser mellan Fyn och Själland. De tidigaste bönderna ska ha bosatt sig där omkring 4000 f.Kr., för att driva jordbruk, jakt och fiske.

## Äldre tid

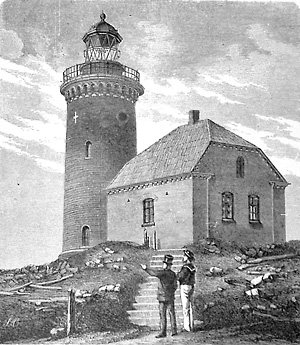
Sprogø fyr i slutet av 1800-talet

Omkring 1170 byggde Valdemar den store ett vakttorn på fyrtornsbacken. Den var ett led i ett system av riksborgar, där bland annat Stora bält skulle säkras från vendiska sjörövare. Borgen hade en fyrkantig yttermur, som avskärmade interiören på omkring 26x32 meter samt ett fyrkantigt torn.
Resterna av den nordliga delen av muren omkring Valdemars torn är idag ett fridlyst fornminne, och ligger nedanför fyrtornet på nordsidan av fyrtornsbacken. Ruinerna kan ses från Stora Bältsbron.
Ön nämns även som ett av kungens många jaktområden i samtida källor.
Sägnen berättar att den fredlösa Marsk Stig använde ön som bas för sjöröveri efter mordet på Erik Klipping 1286. Omkring 1520 bosatte sig Kristian II:s nederländska bönder på Sprogø, och i 120 år bedrevs lantbruk på ön.
Ön har också från 1569 till nutid använts som härbärge för resande som på vintern tvingats söka en nödhamn.

## 1800–1900-talen
År 1809 byggdes ett fyrtorn på ön, innanför den gamla muren. Det byttes ut mot ett större fyrtorn 1868.a
I början av 1900-talet ägdes ön av De Danske Statsbaner och fungerade som telegrafstation och mellanhamn för isbrytarna. År 1922 startade Christian Keller på ön en anstalt för sinnesslöa och omyndigförklarade kvinnor, där de drev eget lantbruk och var isolerade från övriga världen. Anstalten stängdes 1961.

## Stora Bält-projektet
Innan Stora Bältbron byggdes hade ön en areal på 0,38 km², och under brons byggnation tillfördes ön yta till 1,52 km². Fyren blev fridlyst 1987, ett år innan Stora Bältbron blev beslutad i Folketinget. Broprojektet har därför fått ta hänsyn till det gamla fyrtornet som syns från vägen.
Den sydliga delen av ön är stängd för allmänheten av hänsyn till ett bestånd av klockgrodor och ovanlig flora.